# Stefano Verdino
Stefano Verdino (Genova, 2 ottobre 1953) è un critico letterario e docente universitario italiano.

## Biografia
Docente all'Università di Genova, direttore di Nuova Corrente e condirettore di Resine, è stato redattore de Il Verri e ha collaborato a numerose riviste e quotidiani, tra cui La Rassegna della letteratura italiana, L'Indice dei libri del mese, Poesia, Il Lavoro, Il Secolo XIX. Studioso di Tasso e dell'Ottocento italiano (ha curato l'edizione de I promessi sposi, con un saggio introduttivo di Giovanni Macchia, Milano, Bompiani, 1990), è inoltre autore di importanti contributi sulla poesia contemporanea, tra cui si segnala la cura del volume delle opere di Mario Luzi per I Meridiani. Al liceo è stato studente di Angelo Marchese, con cui pubblicò nel 1976 una monografia su Giacomo Leopardi e negli anni '90 un manuale di letteratura italiana per le scuole superiori. Di Marchese ha anche curato alcune opere postume.

## Opere principali
- Luciano Anceschi: esperienza della poesia e metodo, Genova, Il melangolo, 1987
- Storia delle riviste genovesi: da Morasso a Pound, 1892-1945, Genova, La quercia, 1993
- Racconto della poesia: il Novecento europeo, Genova, De Ferrari, 2003
- La poesia di Mario Luzi: studi e materiali (1981-2005), Padova, Esedra, 2006
- Questioni di teoria critica, Napoli, Guida, 2007
- Il Re Torrismondo e altro, Alessandria, Edizioni dell'Orso, 2007
- Genova reazionaria: una storia culturale della Restaurazione, Novara, Interlinea, 2012
- Tragedia, Napoli, Guida, 2012
- La buona causa – storie e voci della Reazione in Italia, Torino, Aragno, 2017
- Versi in scena – Tragedie e altro teatro di primo Ottocento, Manziana, Vecchiarelli, 2022
- (con Andrea Aveto),Genova per Montale(1967-2023), Genova, Genova University Press, 2023

## Edizioni curate
- Rimatori politici ed erotici del Cinquecento genovese, a cura di S. Verdino, Genova, Costa & Nolan, 1996
- Mario Luzi,L’opera poetica, a cura di S. Verdino, Milano, Mondadori, 1998
- “Le sono grato” – Lettere di Eugenio Montale e Angelo Marchese (1973-1979), a cura di S.Verdino, Genova, Edizioni San Marco dei Giustiniani, 2002
- Giorgio Caproni – Mario Luzi,Carissimo Giorgio, Carissimo Mario Lettere 1942-1989, a cura di S. Verdino, Milano, Libri Scheiwiller-Playon, 2004
- Giorgio Caproni,Giudizi del lettore. Pareri editoriali, a cura di S. Verdino, Genova, il melangolo, 2006
- Giorgio Caproni,Amore, com’è ferito il secolo. Poesie e lettere alla moglie, a cura di S.Verdino, Lecce, Manni, 2006
- Eugenio De Signoribus,Veglie genovesi, a cura di S. Verdino, Genova, il canneto, 2013
- Lettere verdi. Carteggio di Camilla Salvago Raggi e Beatrice Solinas Donghi (1938-1940), a cura di S. Verdino, Genova, Fondazione Giorgio e Lilli Devoto, 2013
- Mario Luzi,Prose, a cura di S. Verdino, Torino, Aragno, 2014
- Mario Luzi,Poesie ultime e ritrovate, a cura di S. Verdino, Milano, Garzanti, 2014.
- Mario Luzi,Desiderio di verità e altri scritti inediti e rari, Urbania, “Istmi”, 33/2014
- Giorgio Caproni,Antologia personale, a cura di S. Verdino, Milano, Garzanti, 2017
- Eugenio Montale,Verdi alla Scala, a cura di S. Verdino e Paolo Senna, Genova, il canneto, 2020
- Camillo Sbarbaro,Per prendere congedo – Lettere ad Angelo Barile 1947 – 1967, a cura di Domenico Astengo e S. Verdino, Genova, Edizioni san Marco dei Giustiniani – Fondazione Giorgio e Lilli Devoto, 2020
- Caro Charlie, Eugenio Montale a Carlo Bo, a cura di S. Verdino, Urbino – Rimini, Fondazione Carlo e Marise Bo – Raffaelli ed., 2023
- Eugenio Montale,Concerti alla Scala, a cura di S. Verdino e Paolo Senna, Genova, il canneto, 2023 (edizione di scritti musicali dispersi).
- Elena Croce – Camilla Salvago Raggi,Scrivimi Lettere 1967 – 1992, a cura di S. Verdino. Nota introduttiva di Benedetta Craveri, Napoli, Fondazione Biblioteca Benedetto Croce - Soveria Mannelli, Rubbettino, 2024